# لیتل کاپریس
مارکِتا اشتِروبِلووا-اشلِگُل (به چکی: Markéta Štroblová-Schlögl) ، که با نام هنری لیتل کاپریس (به انگلیسی: Little Caprice) شناخته می‌شود، بازیگر، مدل و تهییه‌کننده در صنعت فیلم بزرگسال و اهل جمهوری چک است.

## جایزه‌ها
- ۲۰۱۶: جایزه ای‌وی‌ان - نامزد بهترین صحنه در فیلم خارجی با مارسلو براوو
- ۲۰۱۶: جایزه ای‌وی‌ان - نامزد بهترین وبگاه تازه‌وارد برای www.littlecaprice-dreams.com
- ۲۰۱۸: جایزه XBIZ - برنده بهترین صحنه با مارسلو براوو
- ۲۰۱۸: جایزه ونوس - بهترین بازیگر زن بین‌المللی
- ۲۰۱۸: بهترین وبگاه تازه‌وارد برای www.littlecaprice-dreams.com (شرکت تولیدکننده)
- ۲۰۱۸: بهترین وبگاه شهوانی در سال ۲۰۱۸ جمهوری چک (littlecaprice-dreams.com)
- ۲۰۱۹: جایزه ای‌وی‌ان - نامزدی در ۷ رده
- ۲۰۱۹: بهترین وبگاه عضوپذیر ۲۰۱۹ اروپا - هنر شهوانی آتن
- ۲۰۱۹: بهترین بازیگر زن ۲۰۱۹ اروپا - هنر شهوانی آتن
- ۲۰۱۹: جایزه ای‌وی‌ان - فرشته ویکسن در فوریه ۲۰۱۹
- ۲۰۱۹: جایزه ونوس - بهترین بازیگر زن بین‌المللی
- ۲۰۲۰: جایزه ای‌وی‌ان - بهترین بازیگر زن خارجی سال